# Акмешит
Акмеши́т (каз. Ақмешіт) — село у складі Нуринського району Карагандинської області Казахстану. Адміністративний центр Акмешитського сільського округу.
Населення — 431 особа (2021; 684 у 2009, 1011 у 1999, 1305 у 1989).
Національний склад станом на 1989 рік:
- казахи — 77 %.

До 1999 року село називалося Захаровка.